# Det hvide W
Det hvide W (Satyrium w-album) er en sommerfugl i blåfuglefamilien. Den findes typisk knyttet til elm i skovbryn og er udbredt i størstedelen af Europa og mod øst gennem Asien til Japan. I Danmark findes den næsten over hele landet, hvor der vokser elm. Det hvide W kan også ses i byer, fx søger den voksne sommerfugl midt i juli til blomster af agertidsel, der findes i nærheden af elmetræerne.

## Udseende
Det hvide W med et vingefang på 25–33 mm kan kendes på den hvide W-aftegning på undersiden af bagvingen. Der findes desuden et mindre rødt sømbånd, også på bagvingens underside.

## Livscyklus
Tekst mangler, hjælp os med at skrive teksten

## Foderplanter
Larven lever på gammel elm, både småbladet elm og skovelm, og i sjældnere tilfælde lind og andre træer.